# Interferencia (Prison Break)
| "Interferencia"    | "Interferencia"         |
| ------------------ | ----------------------- |
| Capítulo #         | Temporada 3, Capítulo 5 |
| Guion              | Karyn Usher             |
| Director           | Karen Gaviola           |
| Emisión en USA     | 22 de octubre de 2007   |
| Cronología         |                         |
| Capítulo anterior  | Good Fences             |
| Capítulo siguiente | Photo Finish            |

"Interferencia" ("Interference" en el original inglés) es el quinto capítulo de la tercera temporada de la serie Prison Break, el cual salió al aire el 22 de octubre de 2007, por FOX, en Estados Unidos, después de dos semanas de parón en la serie.

## Resumen
Michael (Wentworth Miller) está observando los movimientos del guardia de la torre que está frente su celda en Sona. Un nuevo recluso, Andrew Tyge (Dominic Keating), ha entrado a Sona y dice conocer a Whistler (Chris Vance). Lincoln (Dominic Purcell) visita a Michael, y recuerdan que la fecha límite de la fuga es el siguiente día. Lincoln programa un escape con un vehículo que esté a pocos metros de la prisión, exactamente a las 3pm. La única manera de evitar ser vistos por los militares en los jeeps de noche es escapar ahora a plena luz del día.
Michael le pide a McGrady (Carlo Alban) un reloj y unos binoculares y comienza a esbozar su plan de escape con Whistler. Pero primero necesita reconocer los puntos débiles de los guardias que vigilan desde las torres de la cárcel. Whistler vigila todo el día a uno de ellos con una mitad de los binoculares.
Susan (Jodi Lyn O'Keefe) llama a Lincoln y le recuerda que tienen sólo 34 horas para que Michael ejecute el plan de escape. 
El primo de Lechero (Robert Wisdom), Augusto (F.J. Rio), acuerda con Sucre (Amaury Nolasco) introducir contrabando a Sona, sólo una vez, a cambio de $5000.
Whistler dice que hay una hora del día en el cual el guardia tiene un punto ciego por 6 minutos. Mientras Michael observa que el otro guardia ha arreglado la antena del televisor que tiene en el puesto de vigilancia por unos segundos ya tres veces. El nuevo interno escucha lo que dicen, Mahone (William Fichtner) le advierte que es mejor que se ocupe de sus asuntos.
Lincoln y Sofía (Danay García) tratan de buscar un camino seguro cercano a Sona, pero son detenidos por varios policías que les ordenan salir de la vía ya que está prohibido el tránsito allí, por su cercanía a la cárcel.
T-Bag (Robert Knepper) sigue vendiéndole su droga a Mahone. Sammy (Laurence Mason), el preso que sirve a Lechero, recoge el paquete que dejó Sucre entre unas cajas de comida que dejan los guardias a Sona.
Michael roba el microondas de uno de los presos y lo usa para completar su dispositivo de interferencias. Su plan funciona, pero el guardia afuera de Sona se da cuenta de algo sospechoso y, creyendo que estaban apuntando un arma hacia él, comienza a disparar a la celda de Michael. La alarma de la prisión se activa, los internos corren hacia el patio y el Coronel Escamilla (Carlos Compean) y sus hombres entran a la cárcel, en busca de un fusil de alcance que dice haber visto uno de los guardias. Todos los presos están arrodillados con las manos detrás de la cabeza, y el Coronel dice que no se irán hasta que encuentren el arma. 
Encuentran el monocular en la celda de Michael. El guardia le pregunta qué hacia él viéndolo con eso, sin decir respuesta, lo golpea y le da un ultimátum, o confiesa qué estaba haciendo o le dispara. Pero, Whistler dice que el aparato es de él, le dice que no lo estaban vigilando, sino que estaba viendo aves y como prueba le enseña su libro de pájaros.
Cuando Lechero regresa a su habitación, descubre que la mujer con la que se acuesta, Mary (Crystal Mantecon), le ha robado 30 dólares, y se molesta. Pero T-Bag le dice que ese dinero se lo dio él para el transporte y que el mismo lo repondrá al final de la jornada. 
Lincoln compra algunos artículos en una tienda de buceo y va luego con Sofía a una playa cercana a la cárcel, donde entierra en la arena cuatro tanques de buceo para Michael, Sofía, Whistler y para él mismo.
Sucre recibe el dinero de Augusto y le ordenan hacerlo de nuevo. Sucre resiste a hacerlo otra vez, pero se ve forzado a hacerlo. 
El plan de Michael se ve mermado, los guardias sellaron su celda, la misma por donde escaparían y donde tienen todos los recursos importantes para la fuga. Mahone le dice que él se ha dado cuenta de que Hurtado (Alex Fernandez), el guardia de la torre frente a la celda, toma un breve descanso, exactamente a las 6pm y donde tarda unos segundos en tomarse una taza de café. El nuevo recluso, Tyge, afirma conocer a Whistler, y dice que lo conoció en Niza en 1997, con el embajador, Whistler se pone nervioso y dice que lo ha confundido con alguna otra persona. Michael y Mahone sospechan ahora de Whistler.

## Audiencias
Interferencia atrajo un promedio de 7.45 millones de televidentes en su estreno por FOX en Estados Unidos.
- Datos: Q1413812